# Brittney Griner
Brittney Yevette Griner (Houston, Texas, 18 d'octubre de 1990) és una jugadora de bàsquet estatunidenca que actualment milita a les Phoenix Mercury de la Women's National Basketball Association (WNBA). Va jugar a la lliga de bàsquet universitari amb la Universitat Baylor a Waco (Texas) i va ser la primera jugadora de bàsquet de la NCAA en anotar 2.000 punts i taponar 500 tirs. El 2012, la tres vegades All-American va ser nomenada Jugadora de l'Any AP i Jugadora Destacada de la Final Four.
Fa 2,03 m d'alçada, calça sabatilles del número 17 i compta amb una envergadura de 2,2 m. A més de ser una de les millors jugadores de la WNBA, Griner té una gran capcitat per anotar, rebotar i bloquejar tirs, i és molt popular per la seva habilitat per esmaixar.
El 2009, Griner va ser nomenada jugadora de bàsquet femenina número 1 dels instituts de la nació per Rivals.com. Griner va ser també seleccionada per a l'equip de bàsquet McDonald's All-American. El 2012 se li va concedir el premi ESPY com la millor atleta femenina.

## Biografia
En una entrevista concedida a Sports Illustrated el 17 d'abril del 2013, Griner es va declarar públicament homosexual, encara que el seu entrenador universitari li demanés que no ho fes públic i va confessar haver sofert bullying des de nena.
Es va casar al any 2019 amb qui actualment és la seva muller, Cherelle Watson, a qui va conèixer quan les dues estudiaven a la Universitat Baylor.
Al 17 Febrer del 2022, després de la suspensió tots els equips russos per part de l'Eurolliga de bàsquet a causa de la guerra de Rússia amb Ucraïna, Griner va ser detinguda a Moscou quan es disposava a volar de volta cap als Estats Units. A l'Aeroport Internacional de Sheremetyevo, el servei de duanes va trobar cartutxos amb oli de haixix al seu equipatge.
Finalment, després de més de 6 mesos detinguda, Griner va ser comdenada a 9 anys de presó i un milió de rubles (uns 16.000 euros), després de declarar-se culpable de transportar oli de Cannabis. El 8 de desembre del mateix any, Rússia i els Estats Units van acordar intercanviar de presoners Brittney Griner pel traficant d'armes rus Víctor But.

## Carrera

### Universitat

#### Estadístiques
| Any     | Equip  | PJ  | PT  | MPP  | %TC  | %3   | %TL  | RPP | APP | ROB | TPP | PPP  |
| ------- | ------ | --- | --- | ---- | ---- | ---- | ---- | --- | --- | --- | --- | ---- |
| 2009–10 | Baylor | 35  | 35  | 33.5 | .503 | .000 | .684 | 8.5 | 1.0 | 0.5 | 6.4 | 18.4 |
| 2010–11 | Baylor | 37  | 37  | 31.8 | .543 | .500 | .777 | 7.8 | 1.4 | 0.4 | 4.6 | 23.0 |
| 2011–12 | Baylor | 40  | 40  | 32.7 | .609 | .500 | .800 | 9.5 | 1.6 | 0.6 | 5.2 | 23.2 |
| 2012–13 | Baylor | 36  | 36  | 30.8 | .607 | .000 | .712 | 9.4 | 2.4 | 0.7 | 4.1 | 23.8 |
| Total   | Total  | 148 | 148 | 32.2 | .565 | .255 | .745 | 8.8 | 1.9 | 1.0 | 5.1 | 22.1 |

### WNBA

#### Phoenix Mercury
Brittney Griner va ser seleccionada en la primera ronda (lloc 1) del Draft de la WNBA de 2013 per Phoenix Mercury, va debutar amb les Mercury el 27 de maig de 2013 davant les Chicago Sky amb 17 punts, 8 rebots, una assistència, una pilota robada i 4 taps. En aquest partit va esdevenir la primera jugadora de la WNBA a fer una esmaixada des que ho fes Candace Parker el 2008, a més de ser la primera rookie (jugadora novell) en aconseguir-ho el dia del seu debut. També va establir un rècord d'esmaixades realitzades per una dona en un partit de la lliga professional, amb dues.

## Estadístiques

### Temporada regular
| Any  | Equip   | PJ | PT | MPP  | %TC  | %3   | %TL  | RPP | APP | ROB | TPP | PPP  |
| ---- | ------- | -- | -- | ---- | ---- | ---- | ---- | --- | --- | --- | --- | ---- |
| 2013 | Phoenix | 27 | 27 | 25.9 | .556 | .000 | .724 | 6.3 | 1.0 | 0.5 | 3.0 | 12.6 |

## Premis, rècords i mèrits
- Campiona de la WNBA (2014)[13]
- 4 cops líder de la WNBA en tap (2013-2016)[14]
- Integrant de l'Equip Ideal de la WNBA (2014)[15]
- Integrant del Segon Equip Ideal de  la WNBA (2015)
- 2 vegades Jugadora Defensiva de l'Any de  la WNBA (2014 i 2015)
- 3 vegades seleccionada per a l'All-Star de  la WNBA (2013-2015)[16]
- Campiona de l'NCAA (2012)[17]
- Millor Jugadora del Campionat de l'NCAA (2012)
- Jugadora de l'Any AP (2012)
- 2 vegades 1r equip All-American AP (2011 i 2012)
- 2n equip All-American AP (2010)
- 2 vegades Premi Wade a la Jugadora de l'Any (2012 i 2013)
- 3 vegades Jugadora de l'Any de la Big Ten (2011, 2012 i 2013)
- 3 vegades Jugadora Defensiva de l'Any de la Big Ten (2011, 2012 i 2013)
- McDonald's All-American (2009)